# Möbelkombinat Dresden-Hellerau
Das VE Möbelkombinat Dresden-Hellerau, vormals auch VEB Möbelkombinat Dresden-Hellerau und VEB Möbelkombinat Hellerau, war ein Kombinat in der Deutschen Demokratischen Republik.
Das Kombinat war das größte von zuletzt fünf Möbelkombinaten in der DDR und hatte einen Anteil von rund einem Drittel an der nationalen Möbelproduktion der DDR. Hergestellt wurden Tische, Stühle, Schränke sowie Polstermöbel, Kücheneinrichtungen und diverse weitere Möbelkategorien. Stammbetrieb des Kombinats war der VEB Deutsche Werkstätten Hellerau.
Das ehemalige Möbelkombinat Dessau, das rund 11.000 Mitarbeiter hatte, wurde zwischen 1985 und 1986 aufgelöst, wobei alle südlich gelegenen Betriebe dem Möbelkombinat Dresden-Hellerau angegliedert wurden. Im Zuge der Auflösung des Polstermöbelkombinats Oelsa-Rabenau wurde dessen Stammbetrieb 1986 ebenfalls an das Hellerauer Kombinat angegliedert.
Das Kombinat unterstand dem Ministerium für Bezirksgeleitete Industrie und Lebensmittelindustrie. Weitere zentral geleitete Kombinate im Zuständigkeitsbereich dieses Ministeriums sind in der Liste von Kombinaten der DDR aufgeführt.
Im Zuge der Wende und der anschließenden Wiedervereinigung wurde das Kombinat 1990 aufgelöst und seine Betriebe wurden privatisiert.

## Zugehörige Betriebe
Zum Kombinat gehörten zuletzt die folgenden Betriebe: 
- VEB Deutsche Werkstätten Hellerau; (Stammbetrieb)
- VEB Apparate und Transportgeräte Ebersbach; (ab 1988 im Kombinat MEWA)
- VEB Bemefa Karl-Marx-Stadt (Betriebseinrichtung- und Metallwarenfabrik)
- VEB CnC Service Weixdorf
- VEB Geringswalder Sitzmöbelwerke
- VEB Holzbearbeitungsmaschinen Lihoma Lichtenberg
- VEB Holzindustrie Bienenmühle; (erst 1990 ausgegliedert aus dem VEB Möbelwerke Hainichen)
- VEB Jugendmöbel Döbeln
- VEB Jugendmöbel Dresden
- VEB Küchenmöbel Radeberg
- VEB Küchenmöbel Ratiomat Eppendorf
- VEB Lisema Frankenberg
- VEB Lufttechnischer Anlagenbau Radeberg
- VEB Möbelindustrie Mühlberg
- VEB Möbelwerke Dessau
- VEB Möbelwerke Hainichen
- VEB Möbelwerke Naumburg
- VEB Möbelwerke „Südharz“ Eisleben
- VEB Oberlausitzer Möbelwerke Neugersdorf
- VEB Plast- und Holzverpackungswerk Harzgerode; (ab 1986 im Kombinat Chemie und Plastverarbeitung Halle)
- VEB Polstermöbel Halle
- VEB Polstermöbel Leipzig
- VEB Polstermöbelindustrie Cottbus
- VEB Polstermöbelindustrie Oelsa-Rabenau
- VEB Polsterwaren Gernrode
- VEB Sitzmöbel „Erzholz“ Brand-Erbisdorf
- VEB Sitzmöbel Mulda
- VEB Sitzmöbelwerke Waldheim
- VEB Spezialmaschinenfabrik Großröhrsdorf
- VEB Stuhlfabrik Finsterwalde
- VEB Tischfabrik Finsterwalde
- VEB Tischfabrik Großröhrsdorf
- VEB Vereinigte Sitzmöbelindustrie Neuhausen
- VEB Weißenfelser Kombimöbel
- VEB Wohnraumtex Hohenstein-Ernstthal